# Blepharipa jacobsoni
Blepharipa jacobsoni là một loài ruồi trong họ Tachinidae.